# Leon de Winter

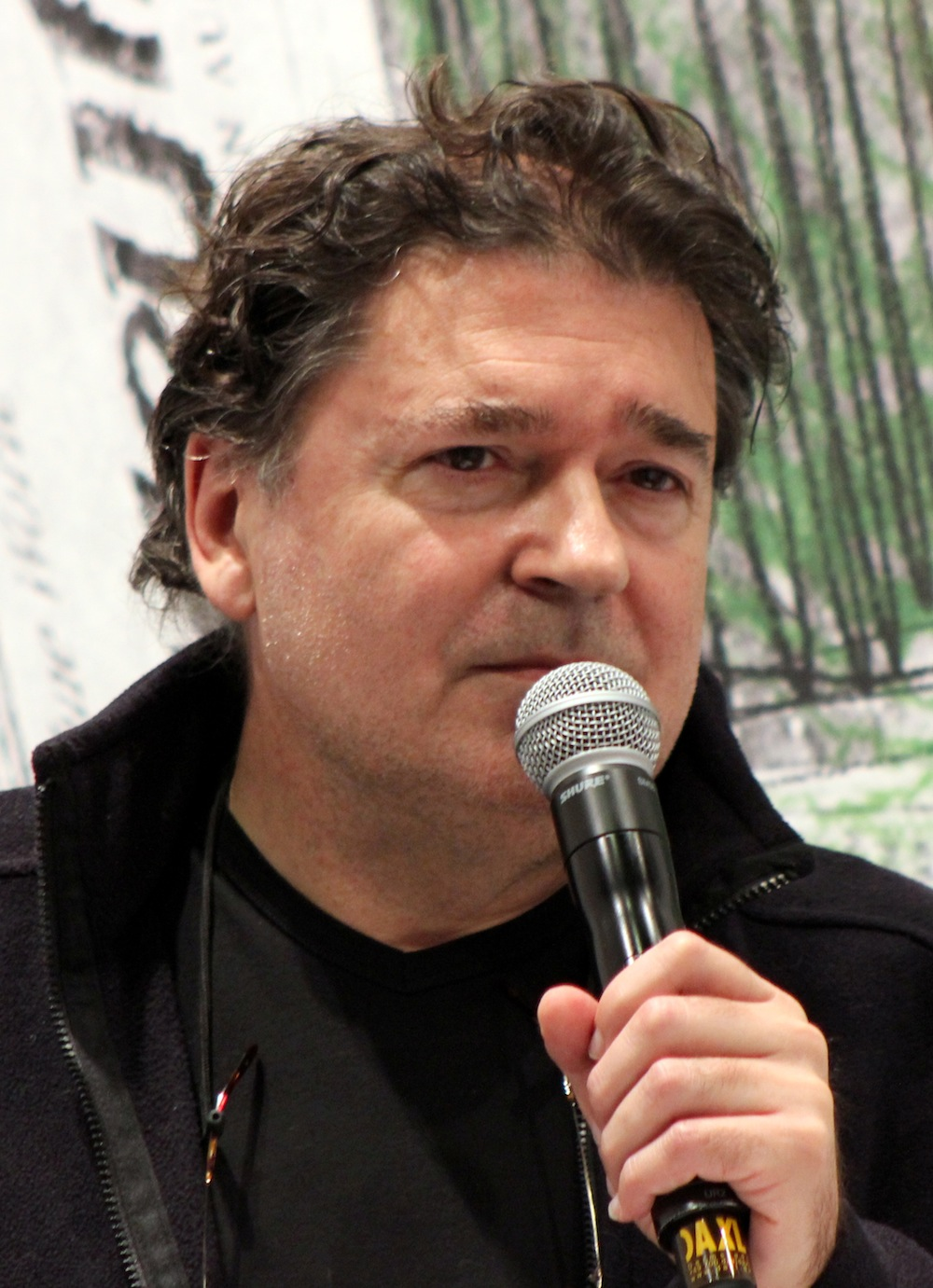
Leon de Winter (2013)

Leon de Winter (* 26. Februar 1954 in ’s-Hertogenbosch) ist ein niederländischer Schriftsteller und Filmschaffender.

## Leben

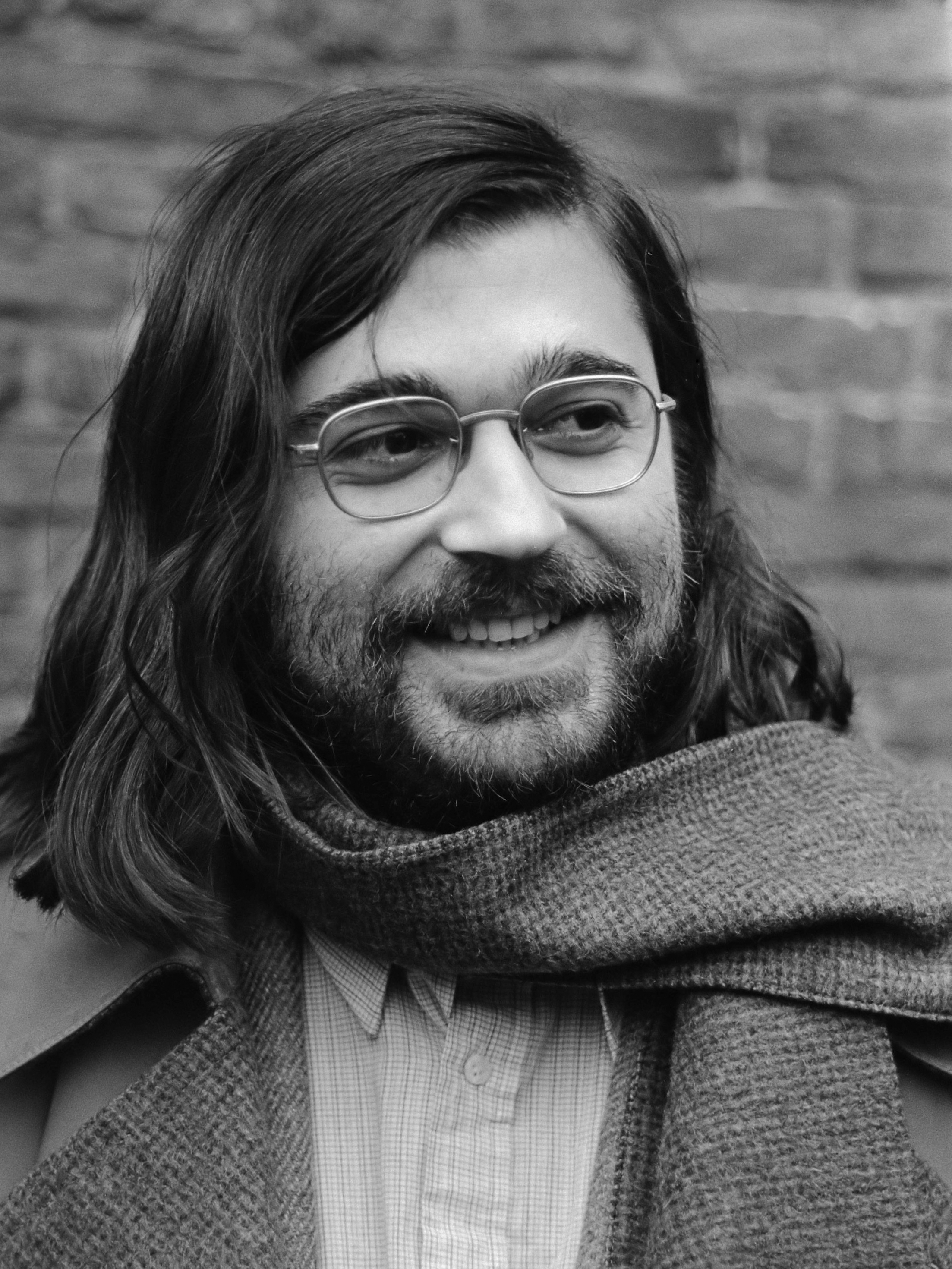
De Winter (1979)

Leon de Winter ist ein Sohn niederländischer orthodoxer Juden aus armen Verhältnissen, die den Holocaust in Verstecken überlebten, die ihnen zwei Jahre lang von einer Gruppe katholischer Priester und Nonnen zur Verfügung gestellt worden waren. Neun von zehn seiner Onkel und Tanten sind im Holocaust ermordet worden.
De Winter lernte in der holländischen Schule sechs Jahre lang die deutsche Sprache. Nach einer Ausbildung bei der Bavaria Filmakademie in München studierte De Winter an der Filmakademie Amsterdam, die er jedoch ein Jahr vor dem Abschlussexamen verließ. Bereits im Alter von 24 Jahren veröffentlichte er seinen ersten Roman. Er lebt und arbeitet heute in Bloemendaal und Los Angeles und ist mit der Schriftstellerin Jessica Durlacher verheiratet. Das Ehepaar hat zwei Kinder. Sein Werk umfasst Romane, Erzählungen und Drehbücher, die er teilweise selbst realisierte. Der Himmel von Hollywood wurde von Sönke Wortmann verfilmt. De Winter ist regelmäßiger Gastautor der Achse des Guten. An der Seite von Henryk M. Broder tritt er in der von Regisseur und Filmproduzenten Joachim Schroeder realisierten TV-Dokumentation Der ewige Antisemit auf.
De Winter ist mit der niederländischen Schriftstellerin Jessica Durlacher verheiratet. Die beiden haben zwei gemeinsame Kinder. Ihre Tochter Solomonica de Winter (* 1997) ist ebenfalls Schriftstellerin.

## Werk
Obwohl die Filmkunst Hintergrund seines Schaffens ist, ist De Winter hauptsächlich als Romanautor bekannt geworden. Daneben erlangte er in der Vergangenheit zunehmend Bekanntheit als Blogger und Autor von Meinungsartikeln mit dezidiert islamkritischen und pro-israelischen Standpunkten.
Seine auf Niederländisch geschriebenen Romane zeigen bei aller Verschiedenheit sich häufig wiederholende Motive und weisen zum Teil starke autobiographische Züge auf: So sind De Winters Hauptfiguren, die häufig als Ich-Erzähler auftreten, durchweg männlich und jüdischer Herkunft und oft Niederländer. Alle setzen sich in unterschiedlicher Art und Weise mit ihrem Judentum auseinander; dies erreicht im Roman Zionoco absurd-komische Züge, in Sokolows Universum führt es die Handlung nach Israel und führt zum Plädoyer für den jüdischen Staat. Ebenso setzt sich De Winter häufig mit der Beziehung zu einem übermächtigen, unerreichbaren und ungeliebten Vater auseinander, beispielhaft im Roman Supertex. De Winter beleuchtet gerne das Spiel der Geschlechter und arbeitet oft mit den Problemen, die seinen Hauptfiguren aus dem Spannungsfeld von Ehe, Treue, Lust und Sex erwachsen. De Winters Romane zeigen eine sehr lebendige, häufig der Alltagssprache entnommene Wortwahl, die zum Beispiel im Roman Hoffmans Hunger auch drastische Ausdrücke gebraucht. Daneben verwendet er häufig jiddische Einsprengsel. Ulrich Greiner urteilte über den Roman Ein gutes Herz (2013): „Selten hat man ein derart spannendes, intelligentes und brisantes Buch gelesen.“ Mit Jessica Durlacher schrieb De Winter das Libretto für die Musicalproduktion Anne, die am 8. Mai 2014 im Theater Amsterdam Premiere hatte.

## Angriffe durch Theo van Gogh
Der Regisseur Theo van Gogh warf De Winter „Vermarktung seines Judentums“ vor und attackierte ihn seit 1984 heftig mit antisemitischen Äußerungen.
In einem Interview mit der Tageszeitung  Welt äußerte De Winter, er habe sich einmal vorgenommen, „ein gutes Glas Wein auf die Nachricht vom Tode Theo van Goghs zu trinken“. Für ihn sei er von jeher „ein widerlicher Mensch gewesen“. Van Gogh hatte in einem viel gelesenen Amsterdamer Studentenblatt geschrieben, De Winter und dessen Frau könnten erst miteinander schlafen, „wenn sie Stacheldraht um seinen Penis gewickelt hätte“. Er würde dann „auf dem Höhepunkt ‚Auschwitz! Auschwitz!‘ rufen“. Der Vater von De Winters Frau ist ein Auschwitz-Überlebender. Van Gogh hatte bewusst verletzend und wahrheitswidrig behauptet, de Winter würde Stacheldraht von Konzentrationslagern sammeln.

## Meinungen zu Islam und Islamismus
In einem Interview im Nachrichtenmagazin Der Spiegel mit Henryk M. Broder verteidigte De Winter den Einsatz nichtrechtsstaatlicher Mittel im Umgang mit islamistischen Terroristen, wie etwa die Folter der Häftlinge in Guantánamo. Im Sinne eines „neuen Totalitarismus“ äußerte er im Interview: „Nach dem linken Faschismus der Sowjets, nach dem rechten Faschismus der Nazis, ist der Islamismus der Faschismus des 21. Jahrhunderts.“ Den Irakkrieg begrüßte de Winter ausdrücklich.
In einem Artikel in der Zeit sieht er in den Niederlanden fehlende Harmonie zwischen islamischen Vorstellungen von Respekt, Ehre und Scham und westlichen Werten: Gerade die zunehmende „Selbstbefreiung“ der Frauen nordafrikanischer Herkunft in den Niederlanden werde als Machtverlust und Bedrohung der Ehre ihrer männlichen Verwandten empfunden. De Winter findet es bemerkenswert, dass die meisten niederländischen Muslime den Mörder van Goghs nicht als frommen Muslim akzeptiert hätten, sondern ihn als Häretiker brandmarkten, sich somit durch Distanzierung jeder moralischen Verantwortung entledigen wollten.

## Werke in deutscher Übersetzung (Auswahl)

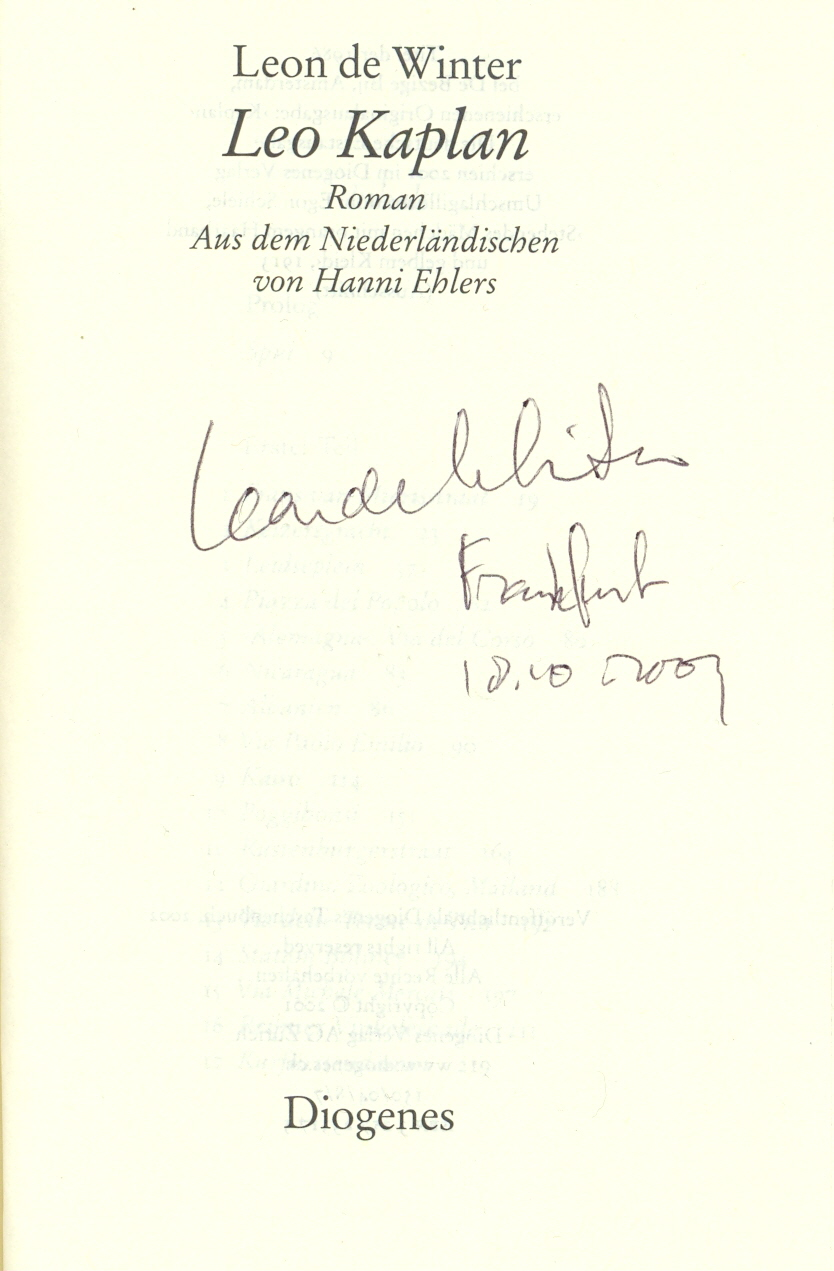
Autograph

### Romane
- Die (Ver)Bildung des jüngeren Dürer. (1979). Roman. Diogenes, Zürich 1986 (dt.); Neuausgabe unter dem Titel Nur weg hier! Die Abenteuer eines neuen Taugenichts. Diogenes, Zürich 1992.  ISBN 3-7466-1471-6.
- Place de la Bastille. (1981). Roman. Diogenes, Zürich 2005 (dt.).  ISBN 3-257-06496-9.
- Leo Kaplan. (1986). Roman. Diogenes, Zürich 2001 (dt.).  ISBN 3-257-23317-5.
- Hoffmanns Hunger. (1990). Roman. Diogenes, Zürich 1994 (dt.). ISBN 3-257-22831-7.
- SuperTex. (1991). Roman. Diogenes, Zürich 1994 (dt.). ISBN 3-257-22872-4.
- Sokolows Universum. (1992). Roman. Diogenes, Zürich 2001 (dt.). ISBN 3-257-23288-8.
- Serenade. (1995). Roman. Diogenes, Zürich 1996 (dt.). ISBN 3-257-22972-0.
- Zionoco. (1995). Roman. Diogenes, Zürich 1997 (dt.). ISBN 3-257-23017-6.
- Der Himmel von Hollywood. (1997). Roman. Diogenes, Zürich 1998 (dt.). ISBN 3-257-23143-1.
- Malibu. (2002). Roman. Diogenes, Zürich 2003 (dt.). ISBN 3-257-23434-1. (Orig. God's Gym)
- Das Recht auf Rückkehr. (2008). Roman. Diogenes, Zürich 2009 (dt.). ISBN 978-3-257-06733-0.
- Ein gutes Herz. (2013). Roman. Diogenes, Zürich 2013 (dt.). ISBN 978-3-257-06877-1.[13]
- Geronimo. Roman. Diogenes, Zürich 2016, ISBN 978-3-257-06971-6.

### Artikel
- Leon de Winter über Theo van Gogh: „Die Toleranz verteidigen“ – Hagalil.com, November 2004
- Robert Misik: Einer, der lieber übertreibt. In: die tageszeitung. Berlin 6. März 2006. ISSN 0931-9085
- Die Angst sitzt tief. In den Niederlanden haben Juden keine Zukunft, in: Die Zeit Nr. 51, 16. Dezember 2010, S. 15.
- „Mann ohne Eigenschaften“. Leon de Winter zieht nach einem Jahr US-Regierung unter Barack Obama eine umstrittene Bilanz
- Kleine Krieger, Focus 42/13, 14. Oktober 2013
- Zurück zur EWG, Spiegel Online, 17. Mai 2010
- Time for a New Ally, Jerusalem Post, 15/06/2009
- Wir blamieren uns vor den Augen der Welt Zur Rückkehr von Ayaan Hirsi Ali in die Niederlande (2007); auf Spiegel Online, 3. Oktober 2007
- Israel, das jüdische Land im fiebrigen Zentrum der schiitischen Psychose; auf NZZ online, 2. August 2024

## Filmografie (Auswahl)
Drehbuch
- 1992: Das Zeichen (De Johnsons) – Regie: Rudolf van den Berg
- 1993:  Hoffmans Hunger (Hoffman’s honger) – auch Regie
- 2001: Der Himmel von Hollywood – Regie: Sönke Wortmann

Literarische Vorlage
- 2003: Supertex – Eine Stunde im Paradies – Regie: Jan Schütte

## Hörspiele
- 1990: Die (Ver)Bildung des jüngeren Dürer, Rundfunk der DDR, Regie: Bert Bredemeyer
- 1999: Der Himmel von Hollywood, WDR, Regie: Christoph Dietrich
- 2004: Malibu, WDR, Regie: Norbert Schaeffer
- 2010: Leo Kaplan, hr, Regie: Leonhard Koppelmann
- 2017: Geronimo, NDR, Regie: Christiane Ohaus

Quelle ARD Hörspieldatenbank:

## Auszeichnungen
- 1973: Ontmoetingsprijs Stichting Literaire Dagen
- 1979: Reina Prinsen Geerligsprijs
- 2002: WELT-Literaturpreis[15]
- 2006: Buber-Rosenzweig-Medaille